# 暹羅大學
暹羅大學是一所位於泰國曼谷的私立大學，創立於1965年。
1973年稱為暹羅技術學院，正式或的授予頒發學位證書的許可。1986年升格為大學，即暹羅技術大學。1989年改現名。1995年成立國際學院，開始招收國際學生。
暹羅大學的主管機構大學理事會由泰國樞密院院長Kasem Wattanachai管理。

## 外部連結
- Siam University Official Website （页面存档备份，存于）
- Siam University International College Official Website （页面存档备份，存于）
- Siam University Official Admission Website （页面存档备份，存于）

13°43′18″N 100°27′11.5″E / 13.72167°N 100.453194°E